# Џемал Муминагић
Џемал Муминагић (Љубушки, 18. септембар 1920 – 2. август 2003) био је учесник Народноослободилачке борбе, генерал-мајор ЈНА и друштвено-политички радник СР Босне и Херцеговине.

## Биографија
Рођен је 1920. године у Љубушком. Године 1941. прикључио се Народноослободилачкој борби. Обављао је одговорне војне и политичке дужности у батаљону, бригади, дивизији и корпусу.
После завршетка рата наставио је своју активност у Југословенској армији, а од 1959. до 1967. године био је генерални директор ФАМОС-а Сарајево. Био је градоначелник Сарајева од 1967. до 1973. године.
Имао је чин генерал-мајора ЈНА.
Био је члан Савета Републике, председник СУБНОР-а града Сарајева, члан Председништва РО СРВС, члан Конференције и Председништва СОФКБиХ, члан Олимпијског комитета ЗОИ 84 Сарајево, председник Скупштине СР БиХ, делегат Скупштине СР БиХ и члан Делегације у Већу република и покрајина Скупштине СФРЈ. Обављао је и мноштво других одговорних друштвено-политичких функција у СФРЈ.